# Рекрео (Катамарка)
Рекре́о (исп. Recreo) — город в Аргентине, административный центр департамента Ла-Пас. Находится на юго-востоке провинции Катамарка, примерно в 8-ми км к северу от Салинас-Грандес. Расстояние до столицы провинции — 206 км, 270 км до Кордовы, 980 км до Буэнос-Айреса. Занимает площадь 13,5 км². Население составляет 10 147 человек (2001).

## История
Город основан в 1875 году.